# Trioceros bitaeniatus
Trioceros bitaeniatus  es una especie de lagarto iguanio de la familia de los camaleones, nativo de África Central y Oriental. Es una especie vivípara.

## Distribución y hábitat
Se distribuye en las tierras altas de la República Democrática del Congo, Uganda, Tanzania, Kenia, y Sudán del Sur, Etiopía y Somalia. Su rango altitudinal oscila entre 1500 y 3000 m s. n. m. 
Su hábitat se compone de arbustos y árboles en bosque abierto, matorrales, sabanas y pastizales, e incluye también zonas perturbadas, como campos agrícolas.

## Estado de conservación
Esta especie tiene una amplia distribución, y ha sido clasificada como una «especie bajo preocupación menor» por la UICN. Como está siendo capturada para el comercio de animales salvajes, la especie ha sido incluida en el Apéndice II de CITES.